# أوكوافينا
أوكوافينا (بالإنجليزية: Awkwafina)‏ نورا لوم، المعروفة مهنيًا باسم أوكوافينا، هي ممثلة أمريكية كوميدية، كاتبة، منتجة ومغنية راب. ولدت في 2 من يونيو سنة 1988 بـ ستوني بروك، نيويورك، الولايات المتحدة.

## روابط خارجية
- أوكوافينا على موقع IMDb (الإنجليزية)
- أوكوافينا على موقع ميتاكريتيك (الإنجليزية)
- أوكوافينا على موقع روتن توميتوز (الإنجليزية)
- أوكوافينا على موقع قاعدة بيانات الأفلام العربية
- أوكوافينا على موقع ألو سيني (الفرنسية)
- أوكوافينا على موقع ميوزك برينز (الإنجليزية)
- أوكوافينا على موقع تيرنر كلاسيك موفيز (الإنجليزية)
- أوكوافينا على موقع أول موفي (الإنجليزية)
- أوكوافينا على موقع قاعدة بيانات الأفلام السويدية (السويدية)
- أوكوافينا على موقع أول ميوزيك (الإنجليزية)